# تشارلز إي. ميجر
تشارلز إي. ميجر (بالإنجليزية: Charles E. Major)‏ هو سياسي نيوزلندي، ولد في 1859، وتوفي في 1954. انتخب عضو مجلس النواب النيوزيلندي.